# Antonio Carile
Antonio Carile (* 12. April 1940 in Pesaro) ist ein italienischer Mediävist und Byzantinist.

## Leben und Werk
Antonio Rocco Carile besuchte das Gymnasium Lucio Accio in Pesaro und war 1959 bis 1963 Stipendiat am Collegium Augustinianum in Mailand. Er wurde 1963 bei Agostino Pertusi (1918–1979) magna cum laude an der Katholischen Universität Mailand promoviert. 1964 bis 1970 wurde er an der Fondazione Giorgio Cini in Venedig ausgebildet, zunächst als Stipendiat, ab 1965 als Sekretär des Instituts Venezia e l'Oriente der Stiftung. Mit Agostino Pertusi baute er die dortige byzantinistische Bibliotheksabteilung auf, und er war von 1967 bis 1970 Redaktionssekretär der Studi Veneziani. Er lernte weiterhin bei Pertusi, aber auch bei dem Dominikanerpater Raymond-Joseph Loenertz (1900–1976), einem Spezialisten für das fränkische Griechenland, übernahm in Bologna eine Stellung als libero docente (freier Dozent) für mittelalterliche Geschichte in den Jahren 1971 bis 1976, und wurde 1976 als Professor nach Bologna berufen. An der Archivschule des Staatsarchivs Venedig folgte er parallel dazu den Kursen von Raimondo Morozzo della Rocca und Luigi Lanfranchi, am Istituto Ellenico lernte er Sophia Antoniadis, Manusos Manusakas und Chryssa Maltezou kennen. Ab 1979 lehrte er in Bologna Byzantinische Geschichte. 1996 ging er an den Sitz Ravenna.
In seinen Veröffentlichungen lag der Schwerpunkt zunächst auf dem Werk des Nikephoros Bryennios, dem er seine erste Publikation widmete, doch wandte er sich bald dem gesamten Quellencorpus der byzantinischen Epoche zu, wobei er vor allem venezianische Quellenbestände integrierte. Er baute mit einer Gruppe von Kollegen ein Archiv nicht edierter Quellen am Dipartimento di Storie e Metodi per la Conservazione dei Beni Culturali des Ateneo di Bologna am Sitz Ravenna auf, wozu allein bis 2009 550.000 folia digitalisiert wurden. Die Gruppe unter Leitung von Guido Grazioli und unter Beteiligung von Giorgio Vespignani, Antonella Parmeggiani, Andrea Nanetti, Cristina Carile, Anna Rosa Calderoni, Matteo Bezzi und Milena Manini (bis 2005) wurde durch Beiträge von Giovanni Palmeri, Sergio Rinaldi Tufo, Emilio Aleo, Luca Fiori erweitert. Carile initiierte darüber hinaus das Laboratorio di Cronache Veneziane e Ravennati Inedite am selben Institut. Damit wurde Ravenna zu einem der bedeutendsten Zentren für die Arbeiten an byzantinischen und venezianischen Quellen, wozu neben den dort verfügbaren Beständen beitrug, dass die Biblioteca Classense mehrere Hinterlassenschaften erwarb, wie etwa die biblioteche Tommaso Bertelè, Eurialo De Michelis oder A. Pertusi, die im Laboratorio verschlagwortet werden.
Insgesamt publizierte Carile mehr als 279 Druckwerke, darunter 28 Monographien. Dabei reichten seine Interessen von der byzantinischen und venezianischen Geschichtsschreibung über das Lateinische Kaiserreich bis zu den sozio-ökonomischen Strukturen von Byzanz und seiner politischen Theologie und umfasste dabei die Zeit von Justinian I. bis zu den Paläologen. Im Kern befasste er sich in seiner eigenen Geschichtsschreibung mit den kulturellen Konstruktionen der Machtrepräsentation des Mittelalters und mit der Dynamik seiner konkreten Ausübung.
Carile war und ist Mitglied in einer Reihe von Institutionen, darunter des Comitato Italiano der UNESCO (Associazione Internazionale per lo Studio e la Diffusione delle Culture Slave) (1980); im Consiglio Direttivo der Associazione Nazionale di Studi Bizantini (von 1980 bis 1994); dann gehörte er dem Centro Italiano di Studi sull’Alto Medioevo von Spoleto (seit 1985), der Society for the Study of the Crusades and the Latin East (1986), der Accademia delle Scienze von Bologna, Classe di Scienze Morali (als socio corrispondente von 1992 bis 2002, seither als socio ordinario), seit 1990 der Archaiologike Hetaireia in Athen an, dann der dortigen Stiftung für die Griechische Kultur (seit 1993), dem wissenschaftlichen Komitee der Ancient Civilizations from Scythia to Siberia sowie demjenigen der Vizantijskij Vremmenik (2010). Seit 1980 ist er auch Mitglied des Istituto Siciliano di Studi Bizantini e Neoellenici in Palermo.
Carile ist philos des Istituto Ellenico di Studi Bizantini e post-Bizantini in Venedig (1999), seit 2000 Professor honoris causa der Lomonossow-Universität Moskau. Er ist Gründer und Direktor der Zeitschriften Rivista di Bizantinistica und Bizantinistica. Rivista di Studi Bizantini e Slavi sowie Herausgeber der inzwischen dreißigbändigen Reihe Quaderni di Bizantinistica. Im Jahr 2000 initiierte er in Trapani den dortigen Corso di Archeologia Navale, einen Kurs in Schiffsarchäologie. In Spoleto war er 2003–2006, 2006–2009 und 2009–2012 Mitglied des Verwaltungsrates. Insgesamt organisierte er rund 400 Konferenzen.
Für seine Verdienste um Byzantinistik und Mediävistik erhielt er 2011 den Titel Professore Emerito und wurde Mitglied der Akademie von Athen im Jahr 2014.

## Veröffentlichungen (Auswahl)
- Il problema della identificazione del cesare Niceforo Briennio, in: Aevum 38 (1964) 74–83.
- Partitio terrarum Imperii Romanie, in: Studi Veneziani 7 (1965) 125–305.
- La cronachistica veneziana (secoli xiii–xvi) di fronte alla spartizione della Romania nel 1204, Florenz 1969.[7]
- Salimbene e la sua opera storiografica, Bologna 1971, S. XI–89.
- Per una storia dell’impero latino di Costantinopoli (1204–1261), Bologna 1972.
- mit Gina Fasoli: Documenti di storia feudale, Pàtron, 1974.
- La rendita feudale nella Morea latina del XIV secolo, Bologna 1974.
- Per una storia dell’Impero latino di Costantinopoli (1204–1261), Pàtron, Bologna 1978.
- mit Giorgio Fedalto, Roberta Budriesi: Le origini di Venezia, Pàtron, Bologna 1978.
- La formazione del ducato veneziano, in: Antonio Carile, Giorgio Fedalto: Le origini di Venezia, Pàtron, Bologna 1978, S. 1–250.
- Giovanni di Nikious cronista bizantino-copto del VII secolo, in: Felix Ravenna 121–122 (1981) 36–88.
- mit Franco Tonon: Le Origini della chiesa di Venezia, Edizioni studium cattolico veneziano, 1987.
- mit Agostino Pertusi: Introduzione alla storia bizantina, Gamma, Bologna 1988.
- (Hrsg.): Storia di Ravenna. Band 2: Dall’età bizantina all’età ottoniana, Teilband 1: Territorio economia società (S. VIII–736), Venedig 1991 und Teilband 2: Ecclesiologia, cultura e arte (S. VIII–465), Venedig 1992.
- Materiali di storia bizantina, Bologna 1994, Nachdruck 2006.
- Il Caucaso e l’Impero bizantino (secoli VI–XI), in: XLIIIa settimana di studio del CISAM Il Caucaso: cerniera fra culture dal Mediterraneo alla Persia (secoli IV-XI), 20.-26. April 1995, Spoleto 1996, S. 9–83.
- Immagine e realtà nel mondo bizantino, Lo Scarabeo, Turin 2000.
- mit Salvatore Cosentino: Storia della marineria bizantina, Lo Scarabeo, Turin 2004.
- Teologia politica bizantina, Spoleto 2008, S. XII–443.
- mit Andrej Nikolaevic Sacharov (Hrsg.): I trattati dell’antica Russia con l’Impero Romano d’Oriente, Rom/Moskau 2011.